# لي مارتينز
لي مارتينز (بالبرتغالية: Lissah Martins‏) هي مغنية وممثلة برازيلية، ولدت في 29 مارس 1984 في سيرتانوبوليس في البرازيل.

## وصلات خارجية
- لي مارتينز على موقع IMDb (الإنجليزية)
- لي مارتينز على موقع ديسكوغز (الإنجليزية)